# Evelyn Abelson
Evelyn Abelson, de nacimiento Levy (Londres, 1886-Londres, 7 de marzo de 1967) fue una pintora británica.

## Trayectoria
Abelson estudió en la Campden Hill School, en el Queen's College de Londres, y finalmente se instruyó en artes en la Heatherley School of Fine Art. Desde la década de 1920 hasta su muerte en 1967, se centró en las pinturas de paisajes, naturalezas muertas, temas arquitectónicos y escenas callejeras de la ciudad, a menudo de Londres. 
Exhibió estas pinturas al óleo en la Royal Academy of Arts entre 1933 y 1963. Abelson también fue, a partir de 1925, una expositora habitual de la Société Nationale des Beaux-Arts en París. También expuso con el New English Art Club y la Royal Society of British Artists. Formó parte de la Society of Women Artists desde 1936 y mostró un total de 88 obras en sus exposiciones. Abelson vivió en Londres durante muchos años y su pintura de Trafalgar Square está custodiada por la Colección de Arte del Gobierno Británico.